# François de Villeméjane
François de Villeméjane de Rochebelle, né à Lunel (Hérault) le 21 septembre 1852 et mort le 27 janvier 1941 à Merles (Tarn-et-Garonne), fut général de division pendant la Première Guerre mondiale.

## Origines
La famille de Villeméjane de Rochebelle du Vigan est une famille de la noblesse aristocratique originaire du Vigan dans les Cévennes (Languedoc). Ses armes sont deux bars adossés sur fond de gueule.

## Formation
- 1872 : École polytechnique (promotion 1872)[1]
- 1873 : École d'application de l'artillerie et du génie
- 1887 : sorti 20e de la 11e promotion de l'École supérieure de guerre[3]

En 1884, François de Villeméjane, alors capitaine d'artillerie, publie Les manœuvres en pays de montagne dans la Revue d'artillerie.

## États de service
- 1870, le 1er octobre[3] : engagé volontaire pour la durée de la guerre contre l'Allemagne
- 1874, le 1er octobre[3] : sous-lieutenant
- 1893, le 22 mars[3] : chef d'escadron
- 1900, le 30 décembre[5] : lieutenant-colonel
- 1904, le 23 septembre[5] : colonel
- 1907, le 24 décembre[5] : chef d’état-major du 2e Corps d’armée
- 1909, le 23 septembre[1] : adjoint au commandant en chef, préfet du 3e arrondissement maritime et gouverneur de la place de Lorient et commandant de la subdivision de région de Lorient
- 1910, le 15 mars[1] : général de brigade
- 1910, le 28 septembre[1] : commandant de la 70e brigade d'infanterie et des subdivisions de région de Libourne et de Bordeaux
- 1913, le 19 juin[1] : général de division
- 1913, le 9 septembre[1] : commandant de la 33e division d'infanterie, et commandant des subdivisions de région d'Agen, de Cahors, de Marmande et de Montauban
- 1914 : bataille des Frontières (bataille des Ardennes, bataille de la Meuse), puis privé de commandement au front, comme de nombreux généraux limogés en 1914 par son condisciple Joseph Joffre.

## Décorations
- médaille commémorative de la guerre de 1870.
- 12 juillet 1911 : officier de la Légion d'honneur (nommé chevalier le 9 juillet 1895, promu officier le 30 décembre 1914[6]).

## Liens familiaux avec Léon Grégoire

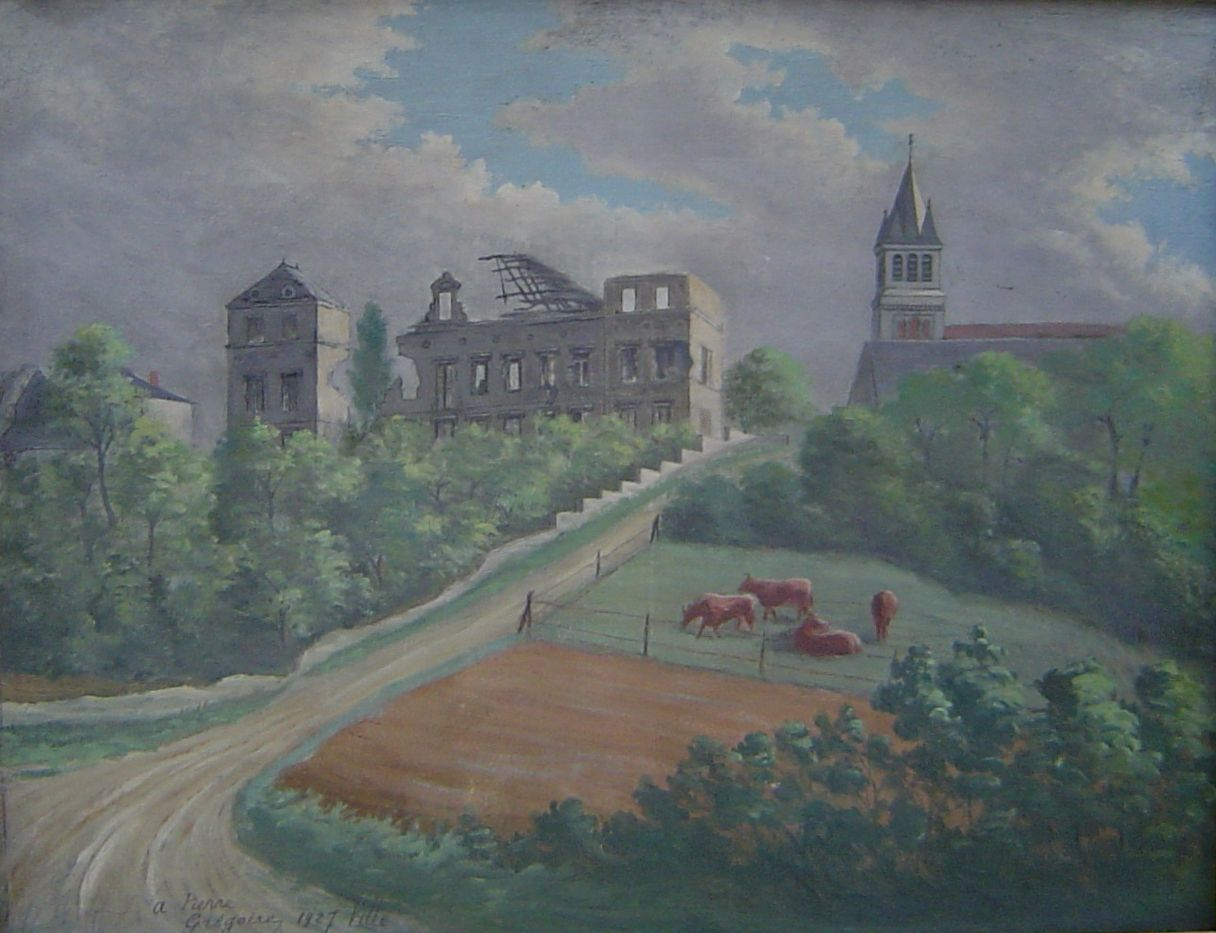
Château de Ville, peinture de Léon Grégoire en 1927 (collection privée).

En 1915, le général de Villeméjane est relevé du commandement de la 33e division d'infanterie par le général Joffre « pour avoir fait preuve le 22 août 1914 d'une impéritie qui a coûté des pertes sensibles surtout en prisonniers, notamment la perte de toute une artillerie divisionnaire ». Il est amusant de noter que le journal de marche mentionne alors que le 17e corps d'armée (dont dépendait la 33e division) avait à cette époque comme chef d'état major, le lieutenant-colonel Léon Grégoire.
François de Villeméjane et Léon Grégoire étaient cousins par alliance, et malgré ces revers, les deux cousins étaient très liés. Léon Grégoire séjournait régulièrement à Ville, où il possédait une maison proche du château, propriété appartenant à Marie de Beauquesne, l'épouse de François. C'est dans sa maison de Ville que mourut le 15 juin 1948 Germaine Mimerel, l'épouse de Léon Grégoire.
En novembre 2016, la commune de Ville dans l'Oise présente l'exposition « Les généraux Grégoire et de Villéméjane, Ville et la Grande guerre ».
|                             |                             |                             |                             | Antoine Mimerel 1760 - 1828 | Antoine Mimerel 1760 - 1828 | Antoine Mimerel 1760 - 1828 | Antoine Mimerel 1760 - 1828 | Antoine Mimerel 1760 - 1828 | Antoine Mimerel 1760 - 1828 |                             |                             |                             |                             |                             |                             | Florence Le Bas 1761 - 1830 | Florence Le Bas 1761 - 1830 | Florence Le Bas 1761 - 1830 | Florence Le Bas 1761 - 1830 | Florence Le Bas 1761 - 1830 | Florence Le Bas 1761 - 1830 |                          |                          |                             |                             |                             |                             |                             |                             |                             |                             |                             |                             |                             |                             |                              |                              |                              |                              |                              |                              |                              |                              |                              |                              |  |  |                                 |                                 |                                     |                                     |                                     |                                     |                                     |                                     |                                     |                                     |                                     |                                     |                                              |                                              |                                              |                                              |                                              |                                              |                                 |                                 |                                 |                                 |                                     |                                     |                                     |                                     |                                     |                                     |  |  |  |  |
|                             |                             |                             |                             | Antoine Mimerel 1760 - 1828 | Antoine Mimerel 1760 - 1828 | Antoine Mimerel 1760 - 1828 | Antoine Mimerel 1760 - 1828 | Antoine Mimerel 1760 - 1828 | Antoine Mimerel 1760 - 1828 |                             |                             |                             |                             |                             |                             | Florence Le Bas 1761 - 1830 | Florence Le Bas 1761 - 1830 | Florence Le Bas 1761 - 1830 | Florence Le Bas 1761 - 1830 | Florence Le Bas 1761 - 1830 | Florence Le Bas 1761 - 1830 |                          |                          |                             |                             |                             |                             |                             |                             |                             |                             |                             |                             |                             |                             |                              |                              |                              |                              |                              |                              |                              |                              |                              |                              |  |  |                                 |                                 |                                     |                                     |                                     |                                     |                                     |                                     |                                     |                                     |                                     |                                     |                                              |                                              |                                              |                                              |                                              |                                              |                                 |                                 |                                 |                                 |                                     |                                     |                                     |                                     |                                     |                                     |  |  |  |  |
|                             |                             |                             |                             |                             |                             |                             |                             |                             |                             |                             |                             |                             |                             |                             |                             |                             |                             |                             |                             |                             |                             |                          |                          |                             |                             |                             |                             |                             |                             |                             |                             |                             |                             |                             |                             |                              |                              |                              |                              |                              |                              |                              |                              |                              |                              |  |  |                                 |                                 |                                     |                                     |                                     |                                     |                                     |                                     |                                     |                                     |                                     |                                     |                                              |                                              |                                              |                                              |                                              |                                              |                                 |                                 |                                 |                                 |                                     |                                     |                                     |                                     |                                     |                                     |  |  |  |  |
|                             |                             |                             |                             |                             |                             |                             |                             |                             |                             |                             |                             |                             |                             |                             |                             |                             |                             |                             |                             |                             |                             |                          |                          |                             |                             |                             |                             |                             |                             |                             |                             |                             |                             |                             |                             |                              |                              |                              |                              |                              |                              |                              |                              |                              |                              |  |  |                                 |                                 |                                     |                                     |                                     |                                     |                                     |                                     |                                     |                                     |                                     |                                     |                                              |                                              |                                              |                                              |                                              |                                              |                                 |                                 |                                 |                                 |                                     |                                     |                                     |                                     |                                     |                                     |  |  |  |  |
| Auguste Mimerel 1786 - 1871 | Auguste Mimerel 1786 - 1871 | Auguste Mimerel 1786 - 1871 | Auguste Mimerel 1786 - 1871 | Auguste Mimerel 1786 - 1871 | Auguste Mimerel 1786 - 1871 |                             |                             |                             |                             |                             |                             | Marie Flahaut 1792 - 1875   | Marie Flahaut 1792 - 1875   | Marie Flahaut 1792 - 1875   | Marie Flahaut 1792 - 1875   | Marie Flahaut 1792 - 1875   | Marie Flahaut 1792 - 1875   |                             |                             |                             |                             |                          |                          | Antoine Mimerel 1788 - 1867 | Antoine Mimerel 1788 - 1867 | Antoine Mimerel 1788 - 1867 | Antoine Mimerel 1788 - 1867 | Antoine Mimerel 1788 - 1867 | Antoine Mimerel 1788 - 1867 |                             |                             |                             |                             |                             |                             | Stéphanie Durand 1795 - 1843 | Stéphanie Durand 1795 - 1843 | Stéphanie Durand 1795 - 1843 | Stéphanie Durand 1795 - 1843 | Stéphanie Durand 1795 - 1843 | Stéphanie Durand 1795 - 1843 |                              |                              |                              |                              |  |  | Henri de Beauquesne 1807 - 1889 | Henri de Beauquesne 1807 - 1889 | Henri de Beauquesne 1807 - 1889     | Henri de Beauquesne 1807 - 1889     | Henri de Beauquesne 1807 - 1889     | Henri de Beauquesne 1807 - 1889     |                                     |                                     |                                     |                                     |                                     |                                     | Théonie de Peytes de Montcabrier 1814 - 1891 | Théonie de Peytes de Montcabrier 1814 - 1891 | Théonie de Peytes de Montcabrier 1814 - 1891 | Théonie de Peytes de Montcabrier 1814 - 1891 | Théonie de Peytes de Montcabrier 1814 - 1891 | Théonie de Peytes de Montcabrier 1814 - 1891 |                                 |                                 |                                 |                                 |                                     |                                     |                                     |                                     |                                     |                                     |  |  |  |  |
| Auguste Mimerel 1786 - 1871 | Auguste Mimerel 1786 - 1871 | Auguste Mimerel 1786 - 1871 | Auguste Mimerel 1786 - 1871 | Auguste Mimerel 1786 - 1871 | Auguste Mimerel 1786 - 1871 |                             |                             |                             |                             |                             |                             | Marie Flahaut 1792 - 1875   | Marie Flahaut 1792 - 1875   | Marie Flahaut 1792 - 1875   | Marie Flahaut 1792 - 1875   | Marie Flahaut 1792 - 1875   | Marie Flahaut 1792 - 1875   |                             |                             |                             |                             |                          |                          | Antoine Mimerel 1788 - 1867 | Antoine Mimerel 1788 - 1867 | Antoine Mimerel 1788 - 1867 | Antoine Mimerel 1788 - 1867 | Antoine Mimerel 1788 - 1867 | Antoine Mimerel 1788 - 1867 |                             |                             |                             |                             |                             |                             | Stéphanie Durand 1795 - 1843 | Stéphanie Durand 1795 - 1843 | Stéphanie Durand 1795 - 1843 | Stéphanie Durand 1795 - 1843 | Stéphanie Durand 1795 - 1843 | Stéphanie Durand 1795 - 1843 |                              |                              |                              |                              |  |  | Henri de Beauquesne 1807 - 1889 | Henri de Beauquesne 1807 - 1889 | Henri de Beauquesne 1807 - 1889     | Henri de Beauquesne 1807 - 1889     | Henri de Beauquesne 1807 - 1889     | Henri de Beauquesne 1807 - 1889     |                                     |                                     |                                     |                                     |                                     |                                     | Théonie de Peytes de Montcabrier 1814 - 1891 | Théonie de Peytes de Montcabrier 1814 - 1891 | Théonie de Peytes de Montcabrier 1814 - 1891 | Théonie de Peytes de Montcabrier 1814 - 1891 | Théonie de Peytes de Montcabrier 1814 - 1891 | Théonie de Peytes de Montcabrier 1814 - 1891 |                                 |                                 |                                 |                                 |                                     |                                     |                                     |                                     |                                     |                                     |  |  |  |  |
|                             |                             |                             |                             |                             |                             |                             |                             |                             |                             |                             |                             |                             |                             |                             |                             |                             |                             |                             |                             |                             |                             |                          |                          |                             |                             |                             |                             |                             |                             |                             |                             |                             |                             |                             |                             |                              |                              |                              |                              |                              |                              |                              |                              |                              |                              |  |  |                                 |                                 |                                     |                                     |                                     |                                     |                                     |                                     |                                     |                                     |                                     |                                     |                                              |                                              |                                              |                                              |                                              |                                              |                                 |                                 |                                 |                                 |                                     |                                     |                                     |                                     |                                     |                                     |  |  |  |  |
|                             |                             |                             |                             |                             |                             |                             |                             |                             |                             |                             |                             |                             |                             |                             |                             |                             |                             |                             |                             |                             |                             |                          |                          |                             |                             |                             |                             |                             |                             |                             |                             |                             |                             |                             |                             |                              |                              |                              |                              |                              |                              |                              |                              |                              |                              |  |  |                                 |                                 |                                     |                                     |                                     |                                     |                                     |                                     |                                     |                                     |                                     |                                     |                                              |                                              |                                              |                                              |                                              |                                              |                                 |                                 |                                 |                                 |                                     |                                     |                                     |                                     |                                     |                                     |  |  |  |  |
|                             |                             |                             |                             |                             |                             | Auguste Mimerel 1812 - 1881 | Auguste Mimerel 1812 - 1881 | Auguste Mimerel 1812 - 1881 | Auguste Mimerel 1812 - 1881 | Auguste Mimerel 1812 - 1881 | Auguste Mimerel 1812 - 1881 |                             |                             |                             |                             |                             |                             | Laure Scrive 1817 - 1863    | Laure Scrive 1817 - 1863    | Laure Scrive 1817 - 1863    | Laure Scrive 1817 - 1863    | Laure Scrive 1817 - 1863 | Laure Scrive 1817 - 1863 |                             |                             |                             |                             |                             |                             | Antoine Mimerel 1823 - 1912 | Antoine Mimerel 1823 - 1912 | Antoine Mimerel 1823 - 1912 | Antoine Mimerel 1823 - 1912 | Antoine Mimerel 1823 - 1912 | Antoine Mimerel 1823 - 1912 |                              |                              |                              |                              |                              |                              |                              |                              |                              |                              |  |  |                                 |                                 | Gabrielle de Beauquesne 1835 - 1900 | Gabrielle de Beauquesne 1835 - 1900 | Gabrielle de Beauquesne 1835 - 1900 | Gabrielle de Beauquesne 1835 - 1900 | Gabrielle de Beauquesne 1835 - 1900 | Gabrielle de Beauquesne 1835 - 1900 |                                     |                                     | Henri de Beauquesne 1833 - 1909     | Henri de Beauquesne 1833 - 1909     | Henri de Beauquesne 1833 - 1909              | Henri de Beauquesne 1833 - 1909              | Henri de Beauquesne 1833 - 1909              | Henri de Beauquesne 1833 - 1909              |                                              |                                              |                                 |                                 |                                 |                                 | Marie Sézille de Biarre 1838 - 1905 | Marie Sézille de Biarre 1838 - 1905 | Marie Sézille de Biarre 1838 - 1905 | Marie Sézille de Biarre 1838 - 1905 | Marie Sézille de Biarre 1838 - 1905 | Marie Sézille de Biarre 1838 - 1905 |  |  |  |  |
|                             |                             |                             |                             |                             |                             | Auguste Mimerel 1812 - 1881 | Auguste Mimerel 1812 - 1881 | Auguste Mimerel 1812 - 1881 | Auguste Mimerel 1812 - 1881 | Auguste Mimerel 1812 - 1881 | Auguste Mimerel 1812 - 1881 |                             |                             |                             |                             |                             |                             | Laure Scrive 1817 - 1863    | Laure Scrive 1817 - 1863    | Laure Scrive 1817 - 1863    | Laure Scrive 1817 - 1863    | Laure Scrive 1817 - 1863 | Laure Scrive 1817 - 1863 |                             |                             |                             |                             |                             |                             | Antoine Mimerel 1823 - 1912 | Antoine Mimerel 1823 - 1912 | Antoine Mimerel 1823 - 1912 | Antoine Mimerel 1823 - 1912 | Antoine Mimerel 1823 - 1912 | Antoine Mimerel 1823 - 1912 |                              |                              |                              |                              |                              |                              |                              |                              |                              |                              |  |  |                                 |                                 | Gabrielle de Beauquesne 1835 - 1900 | Gabrielle de Beauquesne 1835 - 1900 | Gabrielle de Beauquesne 1835 - 1900 | Gabrielle de Beauquesne 1835 - 1900 | Gabrielle de Beauquesne 1835 - 1900 | Gabrielle de Beauquesne 1835 - 1900 |                                     |                                     | Henri de Beauquesne 1833 - 1909     | Henri de Beauquesne 1833 - 1909     | Henri de Beauquesne 1833 - 1909              | Henri de Beauquesne 1833 - 1909              | Henri de Beauquesne 1833 - 1909              | Henri de Beauquesne 1833 - 1909              |                                              |                                              |                                 |                                 |                                 |                                 | Marie Sézille de Biarre 1838 - 1905 | Marie Sézille de Biarre 1838 - 1905 | Marie Sézille de Biarre 1838 - 1905 | Marie Sézille de Biarre 1838 - 1905 | Marie Sézille de Biarre 1838 - 1905 | Marie Sézille de Biarre 1838 - 1905 |  |  |  |  |
|                             |                             |                             |                             |                             |                             |                             |                             |                             |                             |                             |                             |                             |                             |                             |                             |                             |                             |                             |                             |                             |                             |                          |                          |                             |                             |                             |                             |                             |                             |                             |                             |                             |                             |                             |                             |                              |                              |                              |                              |                              |                              |                              |                              |                              |                              |  |  |                                 |                                 |                                     |                                     |                                     |                                     |                                     |                                     |                                     |                                     |                                     |                                     |                                              |                                              |                                              |                                              |                                              |                                              |                                 |                                 |                                 |                                 |                                     |                                     |                                     |                                     |                                     |                                     |  |  |  |  |
|                             |                             |                             |                             |                             |                             |                             |                             |                             |                             |                             |                             | Auguste Mimerel 1839 - 1889 | Auguste Mimerel 1839 - 1889 | Auguste Mimerel 1839 - 1889 | Auguste Mimerel 1839 - 1889 | Auguste Mimerel 1839 - 1889 | Auguste Mimerel 1839 - 1889 |                             |                             |                             |                             |                          |                          |                             |                             |                             |                             |                             |                             | Léon Grégoire 1861 - 1933   | Léon Grégoire 1861 - 1933   | Léon Grégoire 1861 - 1933   | Léon Grégoire 1861 - 1933   | Léon Grégoire 1861 - 1933   | Léon Grégoire 1861 - 1933   |                              |                              |                              |                              | Germaine Mimerel 1869 - 1948 | Germaine Mimerel 1869 - 1948 | Germaine Mimerel 1869 - 1948 | Germaine Mimerel 1869 - 1948 | Germaine Mimerel 1869 - 1948 | Germaine Mimerel 1869 - 1948 |  |  |                                 |                                 |                                     |                                     |                                     |                                     | François de Villeméjane 1852 - 1941 | François de Villeméjane 1852 - 1941 | François de Villeméjane 1852 - 1941 | François de Villeméjane 1852 - 1941 | François de Villeméjane 1852 - 1941 | François de Villeméjane 1852 - 1941 |                                              |                                              |                                              |                                              | Marie de Beauquesne 1867 - 1921              | Marie de Beauquesne 1867 - 1921              | Marie de Beauquesne 1867 - 1921 | Marie de Beauquesne 1867 - 1921 | Marie de Beauquesne 1867 - 1921 | Marie de Beauquesne 1867 - 1921 |                                     |                                     |                                     |                                     |                                     |                                     |  |  |  |  |
|                             |                             |                             |                             |                             |                             |                             |                             |                             |                             |                             |                             | Auguste Mimerel 1839 - 1889 | Auguste Mimerel 1839 - 1889 | Auguste Mimerel 1839 - 1889 | Auguste Mimerel 1839 - 1889 | Auguste Mimerel 1839 - 1889 | Auguste Mimerel 1839 - 1889 |                             |                             |                             |                             |                          |                          |                             |                             |                             |                             |                             |                             | Léon Grégoire 1861 - 1933   | Léon Grégoire 1861 - 1933   | Léon Grégoire 1861 - 1933   | Léon Grégoire 1861 - 1933   | Léon Grégoire 1861 - 1933   | Léon Grégoire 1861 - 1933   |                              |                              |                              |                              | Germaine Mimerel 1869 - 1948 | Germaine Mimerel 1869 - 1948 | Germaine Mimerel 1869 - 1948 | Germaine Mimerel 1869 - 1948 | Germaine Mimerel 1869 - 1948 | Germaine Mimerel 1869 - 1948 |  |  |                                 |                                 |                                     |                                     |                                     |                                     | François de Villeméjane 1852 - 1941 | François de Villeméjane 1852 - 1941 | François de Villeméjane 1852 - 1941 | François de Villeméjane 1852 - 1941 | François de Villeméjane 1852 - 1941 | François de Villeméjane 1852 - 1941 |                                              |                                              |                                              |                                              | Marie de Beauquesne 1867 - 1921              | Marie de Beauquesne 1867 - 1921              | Marie de Beauquesne 1867 - 1921 | Marie de Beauquesne 1867 - 1921 | Marie de Beauquesne 1867 - 1921 | Marie de Beauquesne 1867 - 1921 |                                     |                                     |                                     |                                     |                                     |                                     |  |  |  |  |

## Pour approfondir